# بازی‌های آفریقایی ۲۰۱۵
بازی‌های آفریقایی ۲۰۱۵ (انگلیسی: 2015 African Games) یک رویداد چندورزشی است که از ۴ تا ۱۹ سپتامبر ۲۰۱۵ در برازاویل، جمهوری کنگو برگزار شده است.

## کشورهای شرکت‌کننده
جمهوری دموکراتیک عربی صحرا برای اولین بار در این بازی‌ها شرکت می‌کرد. با این حال، از آنجایی که این کشور هنوز در فدراسیون‌های بین‌المللی ورزش‌هایی که قصد حضور در آنها را داشت، عضویت نداشت، کمیته سازماندهی کنگو تشخیص داد که ورزشکاران آن نمی‌توانند شرکت کنند. مراکش با خروج از بازی‌ها به این تصمیم اعتراض کرد.
- الجزایر (۲۳۵)
- آنگولا
- بنین
- بوتسوانا
- بورکینافاسو
- بوروندی
- کامرون
- کیپ ورد
- جمهوری آفریقای مرکزی
- چاد (۴۰)
- کومور
- جمهوری کنگو (میزبان)
- ساحل عاج
- جیبوتی
- جمهوری دموکراتیک کنگو
- مصر (۲۹۸)[۴]
- گینه استوایی
- اریتره
- اتیوپی
- گابن
- گامبیا
- غنا
- گینه
- گینه بیسائو
- کنیا (۳۶۴)[۵]
- لسوتو
- لیبریا (۷)[۶]
- لیبی
- ماداگاسکار
- مالاوی
- مالی
- موریتانی
- موریس
- موزامبیک
- نامیبیا (۷۹)[۷]
- نیجر
- نیجریه (۵۷۳)[۸]
- رواندا
- سائوتومه و پرنسیپ
- سنگال (۲۸۷)
- سیشل
- سیرالئون
- سومالی
- آفریقای جنوبی (۱۵۰)[۹]
- سودان جنوبی
- سودان (۹۰)
- سوازیلند
- تانزانیا
- توگو
- تونس (۱۱۱)[۱۰]
- اوگاندا
- زامبیا
- زیمبابوه

## ورزش‌ها
۲۲ ورزش به‌همراه دو ورزش غیررسمی و دو ورزش اضافی معلولین (دو و میدانی و وزنه‌برداری) برای بازی‌های آفریقایی ۲۰۱۵ اعلام شده است:
- دو و میدانی (۴۶ + ۲۸)
- بدمینتون (۶)
- بسکتبال (۲)
- والیبال ساحلی (۲)
- بوکس (۱۳)
- دوچرخه‌سواری (۶)
- شمشیربازی (۱۲)
- فوتبال (۲)
- ژیمناستیک (۱۶)
- هندبال (۲)
- جودو (۱۴)
- کاراته (۱۶)
- پتانک (۲)
- شنا (۴۲)
- تنیس (۶)
- تنیس روی میز (۷)
- تکواندو (۱۶)
- والیبال (۲)
- وزنه‌برداری (۴۵ + ۱۴)
- کشتی (۲۴)
- Nzango (غیررسمی)
- Pharaoh Boxing (غیررسمی)

## جدول مدال
Key
   *   کشور میزبان (کنگو)
| رتبه           | NOC                         | طلا | نقره | برنز | مجموع |
| -------------- | --------------------------- | --- | ---- | ---- | ----- |
| ۱              | مصر (EGY)                   | ۸۵  | ۶۴   | ۶۸   | ۲۱۷   |
| ۲              | نیجریه (NGR)                | ۴۷  | ۵۵   | ۴۲   | ۱۴۴   |
| ۳              | آفریقای جنوبی (RSA)         | ۴۱  | ۴۱   | ۳۷   | ۱۱۹   |
| ۴              | الجزایر (ALG)               | ۴۰  | ۴۱   | ۳۶   | ۱۱۷   |
| ۵              | تونس (TUN)                  | ۲۳  | ۲۶   | ۴۱   | ۹۰    |
| ۶              | جمهوری کنگو (CGO)*          | ۸   | ۴    | ۱۹   | ۳۱    |
| ۷              | سنگال (SEN)                 | ۷   | ۱۰   | ۱۹   | ۳۶    |
| ۸              | کنیا (KEN)                  | ۷   | ۹    | ۱۷   | ۳۳    |
| ۹              | کامرون (CMR)                | ۷   | ۸    | ۱۶   | ۳۱    |
| ۱۰             | اتیوپی (ETH)                | ۷   | ۵    | ۱۰   | ۲۲    |
| ۱۱             | ساحل عاج (CIV)              | ۷   | ۴    | ۱۵   | ۲۶    |
| ۱۲             | نامیبیا (NAM)               | ۵   | ۴    | ۶    | ۱۵    |
| ۱۳             | موریس (MRI)                 | ۵   | ۴    | ۵    | ۱۴    |
| ۱۴             | آنگولا (ANG)                | ۴   | ۳    | ۵    | ۱۲    |
| ۱۴             | سیشل (SEY)                  | ۴   | ۳    | ۵    | ۱۲    |
| ۱۶             | لیبی (LBA)                  | ۳   | ۵    | ۸    | ۱۶    |
| ۱۷             | بوتسوانا (BOT)              | ۳   | ۴    | ۷    | ۱۴    |
| ۱۸             | اریتره (ERI)                | ۳   | ۱    | ۱    | ۵     |
| ۱۹             | زیمبابوه (ZIM)              | ۳   | ۰    | ۶    | ۹     |
| ۲۰             | غنا (GHA)                   | ۲   | ۹    | ۸    | ۱۹    |
| ۲۱             | جمهوری دموکراتیک کنگو (COD) | ۲   | ۴    | ۱۰   | ۱۶    |
| ۲۲             | مالی (MLI)                  | ۲   | ۱    | ۷    | ۱۰    |
| ۲۳             | رواندا (RWA)                | ۲   | ۰    | ۲    | ۴     |
| ۲۴             | موزامبیک (MOZ)              | ۱   | ۳    | ۲    | ۶     |
| ۲۵             | بورکینافاسو (BUR)           | ۱   | ۱    | ۴    | ۶     |
| ۲۶             | اوگاندا (UGA)               | ۱   | ۱    | ۲    | ۴     |
| ۲۷             | کیپ ورد (CPV)               | ۱   | ۱    | ۰    | ۲     |
| ۲۸             | زامبیا (ZAM)                | ۱   | ۰    | ۱    | ۲     |
| ۲۸             | نیجر (NIG)                  | ۱   | ۰    | ۱    | ۲     |
| ۳۰             | گابن (GAB)                  | ۰   | ۳    | ۴    | ۷     |
| ۳۱             | بنین (BEN)                  | ۰   | ۳    | ۲    | ۵     |
| ۳۲             | توگو (TOG)                  | ۰   | ۲    | ۱    | ۳     |
| ۳۳             | ماداگاسکار (MAD)            | ۰   | ۱    | ۶    | ۷     |
| ۳۴             | جیبوتی (DJI)                | ۰   | ۱    | ۰    | ۱     |
| ۳۴             | سودان (SUD)                 | ۰   | ۱    | ۰    | ۱     |
| ۳۴             | گامبیا (GAM)                | ۰   | ۱    | ۰    | ۱     |
| ۳۷             | چاد (CHA)                   | ۰   | ۰    | ۲    | ۲     |
| ۳۸             | لسوتو (LES)                 | ۰   | ۰    | ۱    | ۱     |
| ۳۸             | گینه (GUI)                  | ۰   | ۰    | ۱    | ۱     |
| ۳۸             | گینه بیسائو (GBS)           | ۰   | ۰    | ۱    | ۱     |
| مجموع (۴۰ NOC) | مجموع (۴۰ NOC)              | ۳۲۳ | ۳۲۳  | ۴۱۸  | ۱۰۶۴  |

منبع: